# مراده
مراده (به عربی: مرادة) یک منطقهٔ مسکونی در لیبی است که در استان واحات واقع شده‌است. مراده ۲٬۲۲۹ نفر جمعیت دارد.